# Кожешть
Кожешть, Кожешті (рум. Cojești) — село у повіті Келераш в Румунії. Входить до складу комуни Белчугателе.
Село розташоване на відстані 25 км на схід від Бухареста, 80 км на північний захід від Келераші, 142 км на південний схід від Брашова.

## Населення
За даними перепису населення 2002 року у селі проживали 247 осіб. Усі жителі села рідною мовою назвали румунську.
Національний склад населення села:
| Національність | Кількість осіб | Відсоток |
| -------------- | -------------- | -------- |
| румуни         | 240            | 97,2%    |
| цигани         | 7              | 2,8%     |